# Fontaine-la-Louvet
 Fontaine-la-Louvet  là một xã thuộc tỉnh Eure trong vùng Normandie miền bắc nước Pháp.